# Sông Chợ Chu
Sông Chợ Chu là một phụ lưu của sông Cầu tại tỉnh Thái Nguyên
.
Hệ thống sông Chợ Chu là hệ thống sông lớn nhất trên địa bàn huyện Định Hóa. Tên của dòng sông trùng tên với thị trấn huyện lị Chợ Chu. Hệ thống sông Chợ Chu gồm nhiều khe suối nhỏ bắt nguồn từ sườn núi của các xã phía tây và phía bắc huyện Định Hóa, với ba nhánh chính là suối Chao, suối Múc, suối Tao; đoạn chảy qua xã Tân Dương là đoạn lớn nhất. Sau đó sông chảy qua xã Yên Ninh huyện Phú Lương, ở đây sông tiếp nhận một chi lưu từ xã Yên Trạch và hợp lưu với Sông Cầu ở thị trấn Chợ Mới, huyện Chợ Mới, tỉnh Bắc Kạn.
Sông Chợ Chu có lưu vực rộng 437 km² bao gồm tất cả các xã trung tâm và phía bắc huyện Định Hóa. lưu Lượng nước bình quân trong năm 3,06 m3/s.